# 沙羅雙樹 (電影)
《沙羅雙樹》（日语：沙羅双樹）是日本導演河瀨直美的第二部電影長片作品，於2003年在日本公映。

## 演出人員
- 福永幸平 饰 俊
- 兵頭祐香（日语：兵頭祐香） 饰 夕（俊的好友）
- 生瀨勝久 饰 卓（俊的父亲）
- 河瀨直美 饰 礼子（俊的母亲）
- 樋口可南子 饰 昌子

## 製作團隊
- 導演・編劇：河瀨直美
- 配樂：UA
- 監製：《沙羅雙樹》製作委員会（日活、讀賣電視台、大阪攝影專科學校、 ）
- 製片：
- 發行：日活、

## 外部連接
- 互联网电影数据库（IMDb）上《沙羅双樹》的资料（英文）
- 豆瓣电影上《沙羅双樹》的資料 （简体中文）
- 时光网上《沙羅双樹》的資料（简体中文）